# Tevfik Rüştü Aras
Ahmet Tevfik Rüştü Aras, né en 1883 à Çanakkale et mort le 5 janvier 1972 à Istanbul, est un homme politique turc. Il est député, ministre des Affaires étrangères entre 1925 et 1938 sous la présidence de Mustafa Kemal Atatürk, puis président de l'Assemblée générale de la Société des Nations en 1937.

## Biographie

### Jeunesse
Tevfik Rüştü Aras effectue des études de médecine à Beyrouth. Il travaille comme médecin à Izmir, Istanbul et Thessalonique. Il adhère au Parti Union et Progrès et rencontre dans ce cadre Mustafa Kemal Atatürk, futur fondateur de la République de Turquie.
En 1918, il est membre de la haute commission sur la santé. A la même époque, il épouse la journaliste Evliyazade Makbule issue d'une riche famille d'Izmir.

### Carrière politique
La Grande Assemblée nationale turque est instituée en 1920 et Tevfik Rüştü Aras y est élu dans la circonscription de Muğla. Pendant la première législature, il est nommé au Tribunal de l'indépendance à Kastamonu. A l'automne 1920, il participe à la fondation du Parti communiste de Turquie. Il visite l'URSS. Il est réélu au parlement, à Izmir, de 1923 à 1939.
Il devient ministre des Affaires étrangères le 4 mars 1925 et fait ensuite partie, à ce poste, de tous les gouvernements jusqu'au décès d'Atatürk. Mettant en œuvre la politique étrangère d'Atatürk, il maintient de bonnes relations avec les pays voisins et s'oppose aux puissances hégémoniques. Il visite l'URSS à trois reprises, en 1926, 1936 et 1937, à l'invitation de Maxime Litvinov, ministre soviétique des Affaires étrangères.
Il est élu président de la Société des Nations lors de la session spéciale de l'Assemblée dédiée à l'examen de la demande d'admission de l'Égypte les 26 et 27 mai 1937.
En 1939, il est nommé ambassadeur de Turquie au Royaume-Uni et reste à Londres pour trois ans et demi. Il prend sa retraite en 1943 et publie des articles dans quelques journaux. Il soutient l'établissement du Parti démocrate. Il dirige également le conseil d'administration d'une banque.
Il meurt le 5 janvier 1972 à Istanbul.

## Source
- (en) Cet article est partiellement ou en totalité issu de l’article de Wikipédia en anglais intitulé « Tevfik Rüştü Aras » (voir la liste des auteurs).